# Babylon Bombs
Babylon Bombs ist eine schwedische Hard-Rock- und Sleaze-Band aus Stockholm, gegründet 2001. Ihre Einflüsse beziehen sie vorwiegend aus dem Glam Rock und Glam Metal (Kiss, Guns N’ Roses, Mötley Crüe etc.).

## Geschichte
Die Ende 2001 gegründete Band hat sich in den folgenden Jahren durch unzählige Auftritte einen Ruf als gute Liveband erspielt und zudem mit einigen Demos auf sich aufmerksam gemacht. Nachdem Indie Smilodon die Babylon Bombs unter seine Fittiche genommen hatte, erschien 2005 das Debüt Cracked Wide Open and Bruised, welches von der Presse weltweit gefeiert wurde.
Im Februar 2006 unterzeichnete Smilodon für die Babylon Bombs einen Lizenzvertrag mit JVC Victor in Japan und veröffentlichte dort im Mai ihr Debüt Cracked Wide Open and Bruised. In Europa erscheint im März 2006 mit Doin’ You Nasty das zweite Album der Band. Produziert wurde es von Lasse Mårtén, der zuvor schon mit Blindside gearbeitet hat. Als Gäste vertreten sind unter anderem The Duke Of Honk von den Diamond Dogs, der bereits auf dem Erstling die Keyboards bedient hatte, und Mia Coldheart von Crucified Barbara. Im Januar 2007 erschien Doin’ You Nasty auch in Japan.
Im September und Oktober 2006 waren Babylon Bombs auf Europatour mit Hardcore Superstar mit Konzerten in Deutschland, Belgien, Holland, Frankreich, Schottland, England und Italien.
Mit Produzent Chris Laney wurde im September 2008 das dritte Studioalbum Babylon’s Burning aufgenommen, das im Oktober 2009 veröffentlicht wurde. Bassist Marty verließ nach den Aufnahmen die Band und wurde durch Ricky ersetzt.
Frontman Dani verließ die Band im April 2010 ebenfalls. Sein Nachfolger ist Wick, der in Stockholm außerdem klassischen Gesang studiert.

## Diskografie
- 2001: Ten Things You Can't Live Without (Demo)
- 2005: Cracked Wide Open and Bruised
- 2006: Doin' You Nasty
- 2009: Babylon's Burning